# Госпожа Чжэн
Госпожа Чжэн (кит. 鄭氏, кант. Чин Си, 1775—1844) — китайская морская разбойница, которая снискала славу самой успешной пиратки в истории.

## Биография
Подлинное имя и происхождение женщины, вошедшей в историю как «госпожа Чжэн», неизвестно. Сохранились сведения, что она занималась проституцией до того, как встретилась с Чжэн И, самым знаменитым китайским пиратом своего времени. Они вступили в брак в 1801 году и отправились во Вьетнам, где в самом разгаре была гражданская война. После замужества девушка получила новое имя Чжэн И сао («жена Чжэна»). У госпожи Чжэн не было своих детей, поэтому пираты похитили у рыбаков и усыновили пятнадцатилетнего парня по имени Чжан Баоцзай, который сначала стал любовником Чжэн И, а после его смерти — мужем госпожи Чжэн. По другим источникам юноша был усыновлён пиратом до его брака с Чжэн И сао.
Ключом к успеху Чжэн Ши была железная дисциплина, царившая на её судах. Она ввела строгие предписания, положившие конец традиционной пиратской вольнице. Любому, кто самовольно отдавал команды, или же не выполнял команды старшего по званию, отрубали голову. Строго карались воровство из общей казны, награбленное в походах требовалось предъявить для общей инспекции команды, делёж производился командиром флота, изнасилование пленённых женщин каралось смертной казнью. За самовольную отлучку с судна пирату отрезали левое ухо, которое затем предъявлялось всей команде для устрашения. Пленных женщин, как правило, отпускали, в качестве жён и наложниц пираты оставляли себе только самых красивых. Женившись, пират должен был оставаться верен супруге и не мог больше вступать в беспорядочные половые связи.
Госпожа Чжэн обрела непререкаемый авторитет: её речь не могла быть прервана, слова — оспорены, приказы — проигнорированы. Впрочем, по мнению Дайан Мюррэй, Чжэн понимала, что помимо строгих правил пиратам необходим харизматичный предводитель, «духовный лидер», который внушал бы как страх, так и любовь. Таким человеком для пиратов Красного флота стал Чжан Баоцзай — юный любовник госпожи. Под их совместной командой пираты не только атаковали торговые суда у берегов Китая, но и заплывали далеко в устья рек, разоряя прибрежные поселения. 
Постоянный рост опасности со стороны пиратов вынудил китайских чиновников в Гуанчжоу вступить в серию переговоров с британцами, предметом которых стало краткосрочное использования судна «Меркурий», оснащённого двадцатью пушками, а также укомплектованного командой из пятидесяти американских добровольцев. Также были проведены переговоры с португальцами об аренде шести военных кораблей сроком на полгода. Впрочем, по мнению Дайян Мюррэй, кроме нескольких успешных походов, все военные акции властей не увенчались значительным успехом, который мог бы привести к военному подавлению сил пиратов.  Исследовательница предполагает, что внутренние противоречия в разросшейся команде пиратов вынудили госпожу Чжэн пойти на переговоры о роспуске пиратского союза. Когда переговоры, в которых принимал участие и генерал-губернатор Лянгуана Бай Лин, были сорваны в феврале 1810 года, госпожа Чжэн оказалась в патовой ситуации. В итоге, 8 апреля 1810 года она в сопровождении других женщин-пиратов и детей сдалась властям Гуанчжоу. Через два дня властям сдались остальные пираты. Тем, кто сдался добровольно, было разрешено заниматься мирными профессиями, некоторым были предоставлены места в военной бюрократии. Чжан Бао был удостоен звания, равного лейтенантскому, ему было позволено сохранить частный флот в двадцать или тридцать кораблей, а также выплачена крупная сумма денег, которая, предположительно, предназначалась для обоснования на суше его бывших сообщников.
В ноябре 1810 года госпожа Чжэн и Чжэн Бао переселились в провинцию Фуцзянь, где Чжэн Бао получил звание, равное старшему лейтенанту. В 1813 году у пары родился сын Чжэн Юйлинь (госпоже Чжэн на тот момент было 38 лет). В 1822 году, овдовев во второй раз, госпожа Чжэн поселилась в Гуанчжоу, где содержала притон для азартных игр до самой смерти в возрасте 69 лет.